# Паспорт гражданина Мексики
Мексика́нский па́спорт — паспорт, который выдаётся гражданам Мексики через Министерство иностранных дел и является единственным документом, выдаваемым федерацией, который распространяется на все население, детей, молодёжь и взрослых. Мексиканский паспорт также является официальным удостоверением личности и подтверждением мексиканского гражданства.
Согласно Индексу визовых ограничений Хенли за 2022 год, владельцы мексиканского паспорта могут посетить 158 (из 192 максимальных) стран без визы, что ставит Мексику на 24-е место по уровню свободы путешествий в мире.
Мексика перешла на биометрический паспорт в 2021 году под названием электронный паспорт (pasaporte electrónico).
C 1998 гοдa 3aкοн ο гpaждaнствe Meкcики тaкжe пοзвοляeт гражданам Мексики имeть дpyгοe гpaждaнствο в дοпοлнeниe к мeкcикaнcкοмy, по закону они обязаны предъявлять именно мексиканский паспорт при въезде или выезде из Мексики.

## Типы паспортов
- Обычный паспорт (зелёный) — выдаётся всем гражданам для обычных поездок, таких как отпуск и деловые поездки.
- Официальный паспорт (серый) — выдаётся законодателям и руководителям направлений различных органов власти, представляющим Мексику в официальных поездках.
- Дипломатический паспорт (чёрный) — выдаётся дипломатам мексиканской дипломатической службы и высокопоставленным чиновникам, таким как президент республики, а также членам их семей.

## Внешний вид
Мексиканские паспорта выпускаются в тёмно-зелёном цвете, с мексиканским гербом в центре передней обложки и официальным названием страны «Estados Unidos Mexicanos» (Мексиканские Соединённые Штаты) вокруг герба. Под гербом написано слово «Pasaporte», под ним — международный биометрический символ, а над ним — «Mexico». Мексиканский паспорт содержит множество различных элементов защиты, некоторые из них видны только под чёрным светом.

### Страница с информацией о личности
В каждом паспорте есть страница с биографической информацией и страница с подписью. Фото: страница с биографической информацией и страница с подписью — справа. Мексика в настоящее время имеет паспорт серии «G».

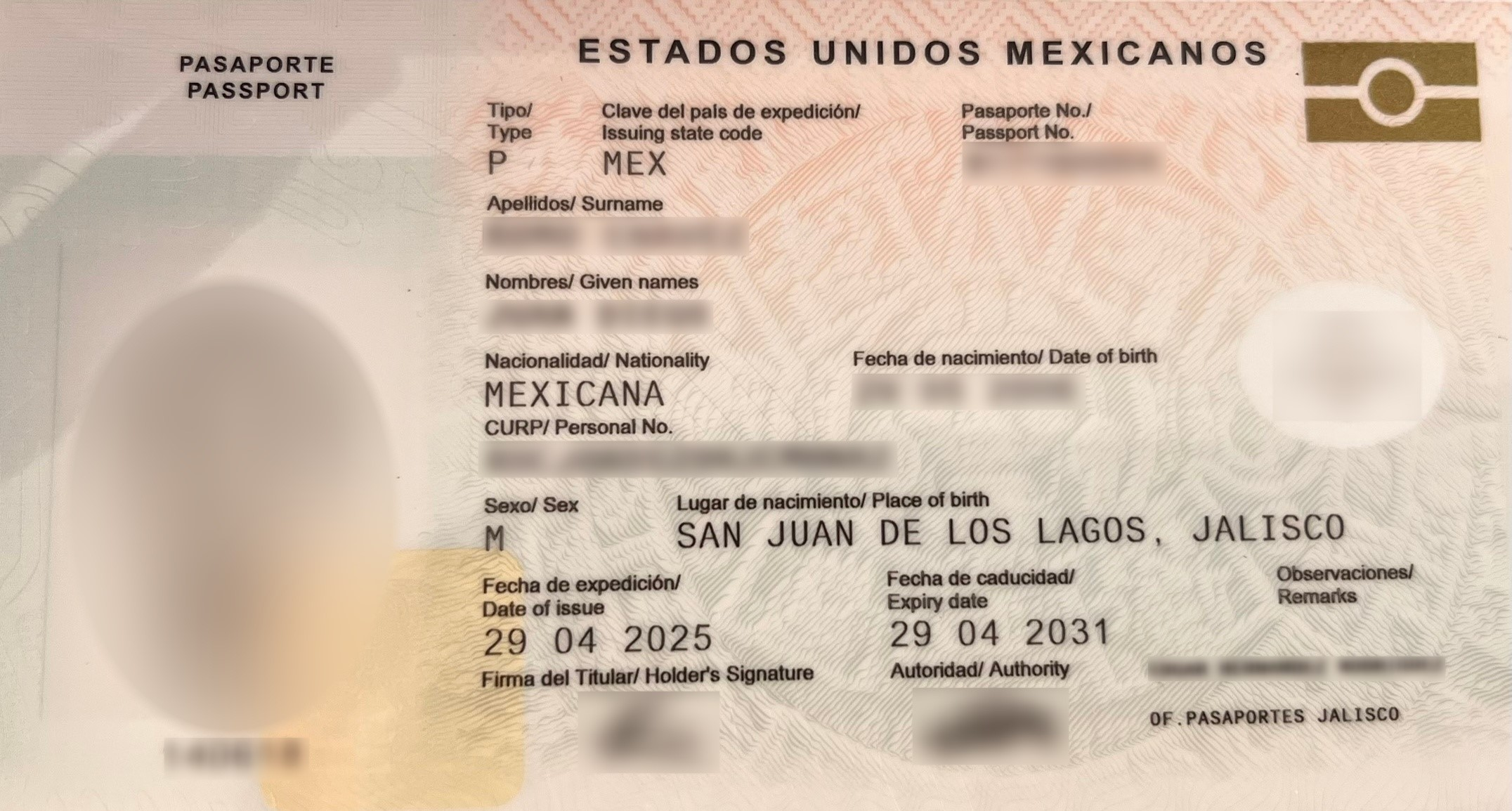
Страница с информацией о личности в мексиканском биометрическом паспорте версии 2021 года.

- Фотография владельца паспорта (цифровая)
- Тип (P)
- Код страны (MEX)
- Номер паспорта
- Фамилии (включая девичью фамилию отца/матери)
- Имена
- Гражданство
- Замечания
- Дата рождения
- Личный идентификационный номер (CURP)
- Пол
- Место рождения
- Дата выдачи
- Полномочия
- Дата истечения срока действия
- Рисунок голограммы в центре справа и национальные символы, разбросанные по всей биографической странице.
- Паспорта несовершеннолетних (18 лет и младше) также содержат изображение, полное имя, гражданство, CURP и подпись тех, кто осуществляет опеку над несовершеннолетним.

Страница с биографической информацией заканчивается машиночитаемой зоной. Паспорт включает 32 страницы для виз и паспортных штампов, на каждой из которых изображён герб одного из 31 мексиканского штата и города Мехико.

### Биометрия
С 2010 года все мексиканские паспорта содержат биометрические данные. Все заявители должны сфотографироваться, пройти сканирование отпечатков всех десяти пальцев и сканирование радужной оболочки глаза.
С октября 2021 года Министерство иностранных дел начало выдавать электронные паспорта, содержащие:
- RFID-чип с биометрическими данными.
- Поликарбонатный лист для переноса текущего машиночитаемого паспорта в электронную систему.
- Ультрафиолетовые чернила, соответствующие новым международным стандартам, и лазерная перфорация.

## Требования
Требования для тех, кто впервые подаёт заявление в возрасте старше восемнадцати лет.
1. Лично посетить любое представительство Secretaría de Relaciones Exteriores (SRE) или офис, связанный с SRE, с предварительной записью.
2. Заполнить чёрными чернилами, от руки и печатными буквами заявление о выдаче обычной паспортной книжки (форма OP-5). Заявление можно получить бесплатно в любом отделении SRE или в офисе государственной или муниципальной связи SRE.
3. Подтвердить мексиканское гражданство путём предъявления оригинала и ксерокопии любого из следующих документов:
a) Заверенная копия свидетельства о рождении, выданная мексиканским органом записи актов гражданского состояния. Регистрация рождения не должна быть просрочена по времени (должна произойти в течение первых трёх лет жизни), если срок превышен, см. раздел «Дополнительная документация для свидетельств о рождении с несвоевременной регистрацией», по мексиканскому законодательству это называется «registro extemporáneo»;
b) Заверенная копия свидетельства о рождении, выданная консульским учреждением за рубежом *.
c) Заверенная копия мексиканского гражданства*;
d) Заявление на мексиканское гражданство по рождению *;
e) Сертификат о натурализации*, и
f) Сертификат об удостоверении гражданства, выданный министром внутренних дел.
4. Подтвердить личность с помощью оригинала и ксерокопии любого из следующих официальных документов с фотографией и подписью владельца, данные должны полностью совпадать с данными документа, подтверждающего гражданство:
a) Cédula de Identidad Ciudadana, выданная Секретариатом правительства;
b) Matrícula Consular (Свидетельство о консульской регистрации, консульская ID-карта);
c) Сертификат о натурализации;
d) Свидетельство о мексиканском гражданстве;
e) Заявление на мексиканское гражданство по рождению;
f) Кapтa избиpaтeля, выданная Национальным избирательным институтом;
g) Удостоверение личности военнослужащего Национальной службы освобождения (Cartilla de Identidad del Servicio Militar Nacional Liberada);
h) Сертификат специалиста;
i) Диплом о профессиональном образовании;
j) Письмо о прохождении стажировки;
k) Действительное удостоверение личности, выданное Национальным институтом совершеннолетних лиц (Instituto Nacional de las Personas Adultas Mayores);
l) Удостоверение о предоставлении медицинских услуг от государственного учреждения здравоохранения или бейдж социального страхования с фотографией, заверенный официальной печатью учреждения. Если удостоверения в цифровом формате, они могут быть приняты, даже если печать не перекрывает фотографию;
m) Для получения удостоверения, выданного учреждением социального обеспечения в связи с выходом в отставку или выходом на пенсию, бейджи должны быть опечатаны официальной печатью, а также подписью и должностью лица, выдавшего их. Если удостоверения в цифровом формате, они могут быть приняты, даже если печать не перекрывает фотографию и
n) Национальное удостоверение для лиц с ограниченными возможностями, выданное Интегральной системой для семьи (DIF).
o) Посольства и консульства за рубежом могут также принимать документы, удостоверяющие личность, выданные в стране или регионе, в котором они расположены, такие как водительские права, паспорта, виды на жительство или визы, но не ограничиваясь ими.

## Сборы
В Мексике сборы оплачиваются либо онлайн, либо в аффилированном мексиканском банке, который принимает платежи за паспорта. Граждане, проживающие за границей, платят в консульстве или посольстве, в которое они подают заявление. Для людей старше шестидесяти лет, инвалидов и сельскохозяйственных рабочих предусмотрена 50 % скидка. Для того чтобы получить скидку, человек должен предъявить доказательство во время оплаты. Все приведённые ниже тарифы актуальны на 2022 год.
- Мексиканский паспорт со сроком действия 1 год: 755 MXN (мексиканских песо)

Выдаётся детям до трёх лет и в случаях обоснованной чрезвычайной ситуации взрослым, которые не могут выполнить все требования для получения обычного паспорта, а также лицам, проживающим за пределами Мексики и нуждающимся в консульской защите.
- Мексиканский паспорт со сроком действия 3 года: 1,472 MXN

Выдаётся всем лицам старше трёх лет.
- Мексиканский паспорт со сроком действия 6 лет: 1,999 MXN

Выдаётся всем лицам старше трёх лет.
- Мексиканский паспорт с 10-летним сроком действия: 3,506 MXN

Выдаётся только совершеннолетним лицам старше восемнадцати лет в Мексике и некоторых посольствах и консульствах за рубежом.

## Языки
Текстовая часть мексиканских паспортов печатается на испанском, английском и французском языках. В обновлённом дизайне паспорта или «Pasaporte Electronico» французский язык отсутствует, поскольку SRE решила больше не печатать текст в паспортах на этом языке.

## Сообщение в паспорте

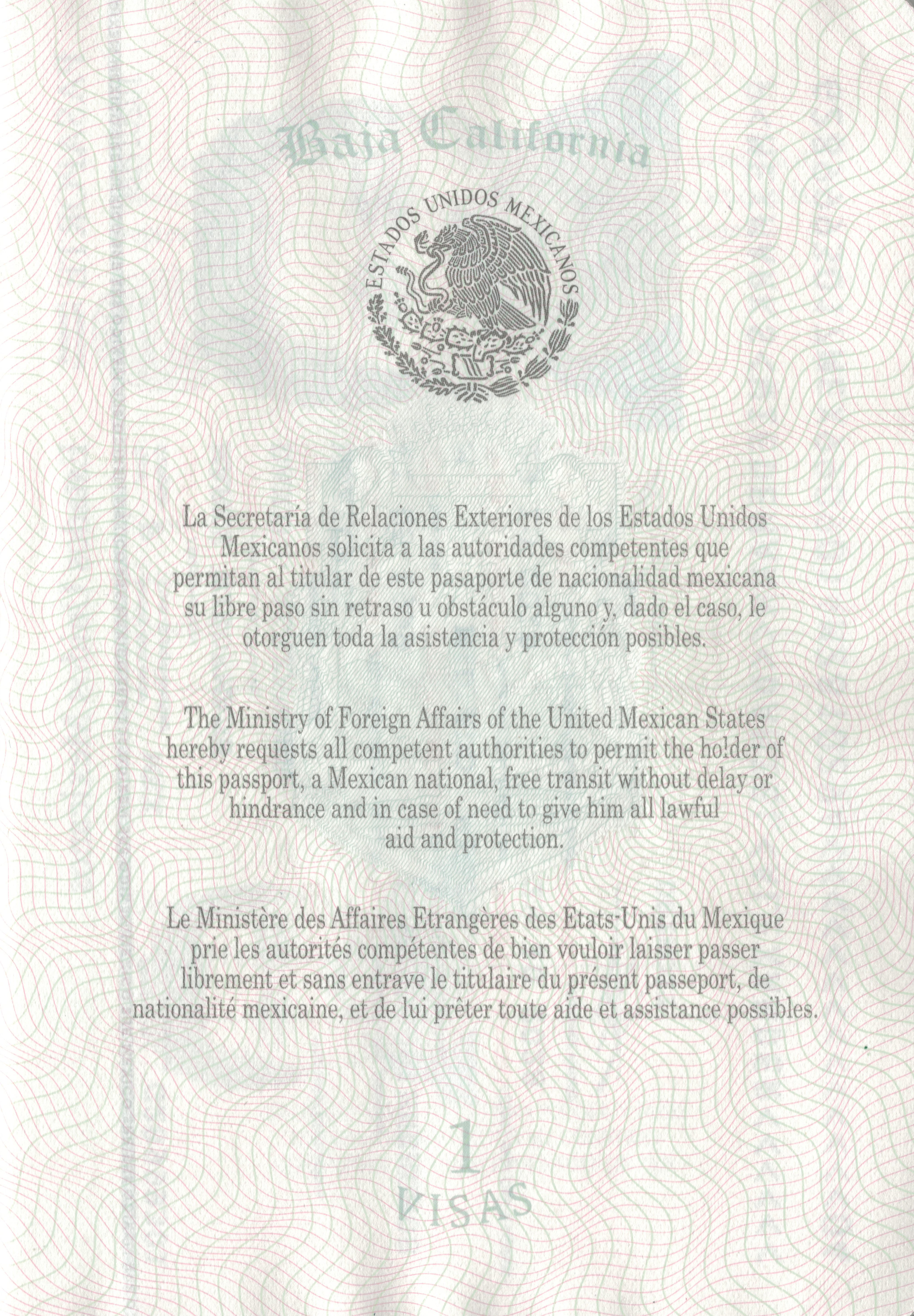
Страница сообщения в мексиканском паспорте

В паспортах содержится записка государства, выдавшего паспорт, адресованная властям всех других государств, в которой предъявитель идентифицируется как гражданин этого государства и содержится просьба пропустить его и обращаться с ним в соответствии с международными нормами. В записке внутри мексиканских паспортов говорится следующее:
На испанском,
«La Secretaría de Relaciones Exteriores de los Estados Unidos Mexicanos solicita a las autoridades competentes que permitan al titular de este pasaporte de nacionalidad mexicana su libre paso sin retraso u obstáculo alguno y, dado el caso, le otorguen toda la asistencia y protección posibles.»
На английском,
«The Ministry of Foreign Affairs of the United Mexican States hereby requests all competent authorities to permit the holder of this passport, a Mexican national, free transit without delay or hindrance and in case of need to give him all lawful aid and protection.»
И на французском.
«Le Ministère des Affaires Étrangères des États-Unis du Mexique prie les autorités compétentes de bien vouloir laisser passer librement et sans entrave le titulaire du présent passeport, de nationalité mexicaine, et du lui prêter toute aide et assistance possibles.»

## Визовые требования

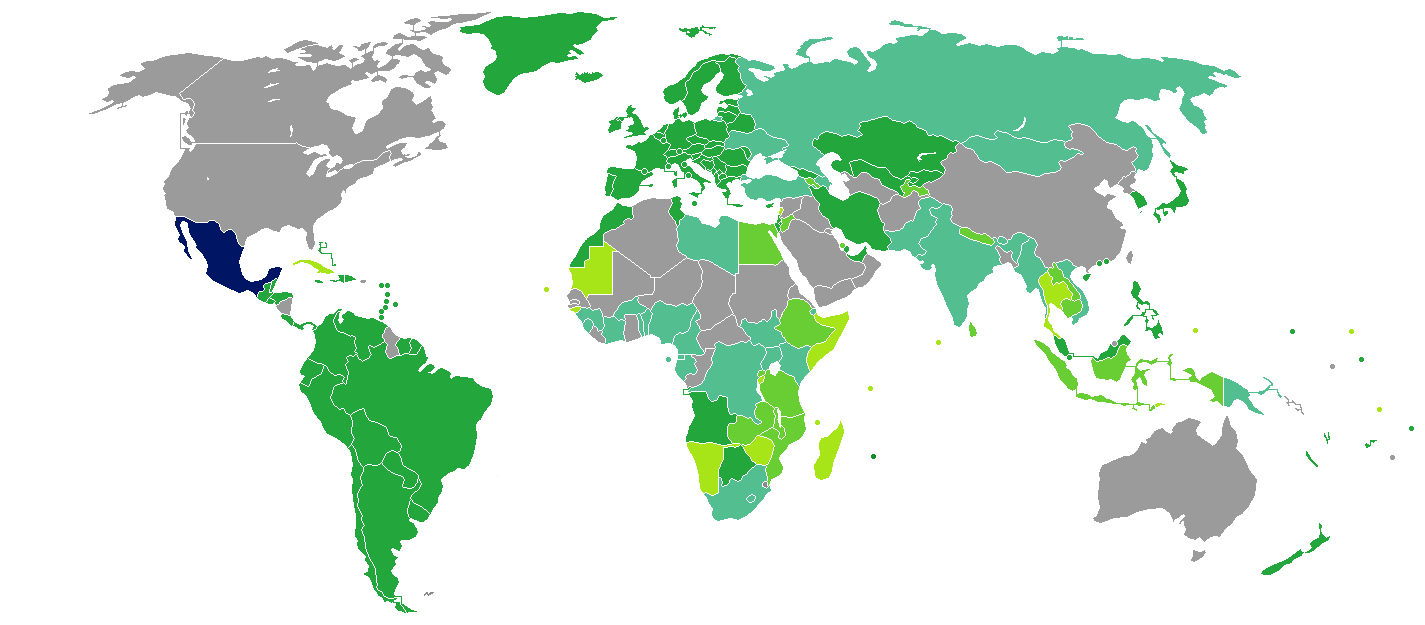
Страны и территории с безвизовым въездом или визой по прибытии для владельцев обычных мексиканских паспортов
Мексика
Безвизовый доступ
Виза по прибытии
Электронная виза
Визу можно получить как по прибытии, так и онлайн
Требуется виза

По состоянию на август 2022 года граждане Мексики имеют безвизовый доступ или визу по прибытии в 159 стран и территорий, что ставит мексиканский паспорт на 24 место в мире.

## Галерея

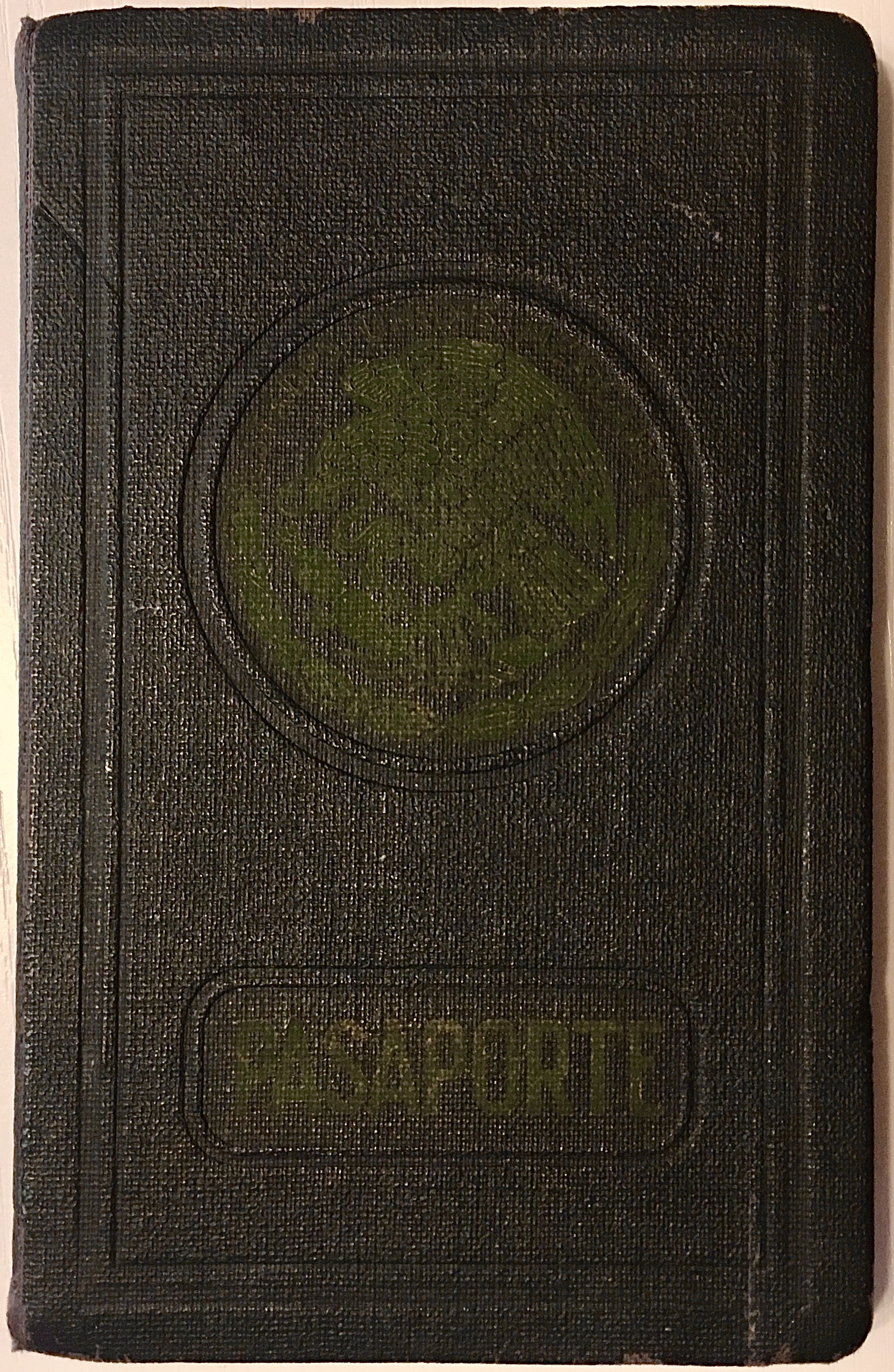
Мексиканский паспорт, выданный в 1952 году
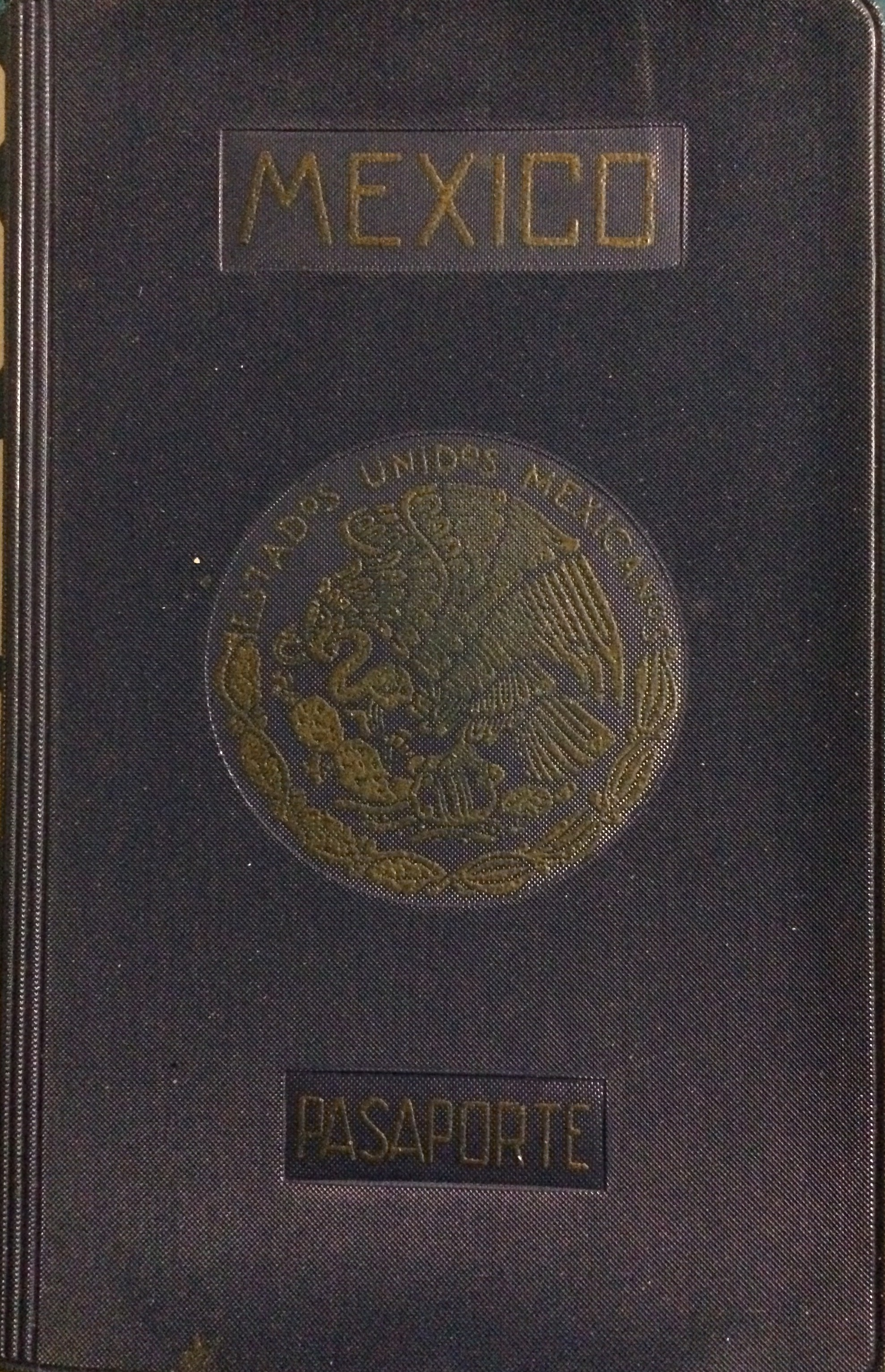
Мексиканский паспорт, выданный в 1962 году
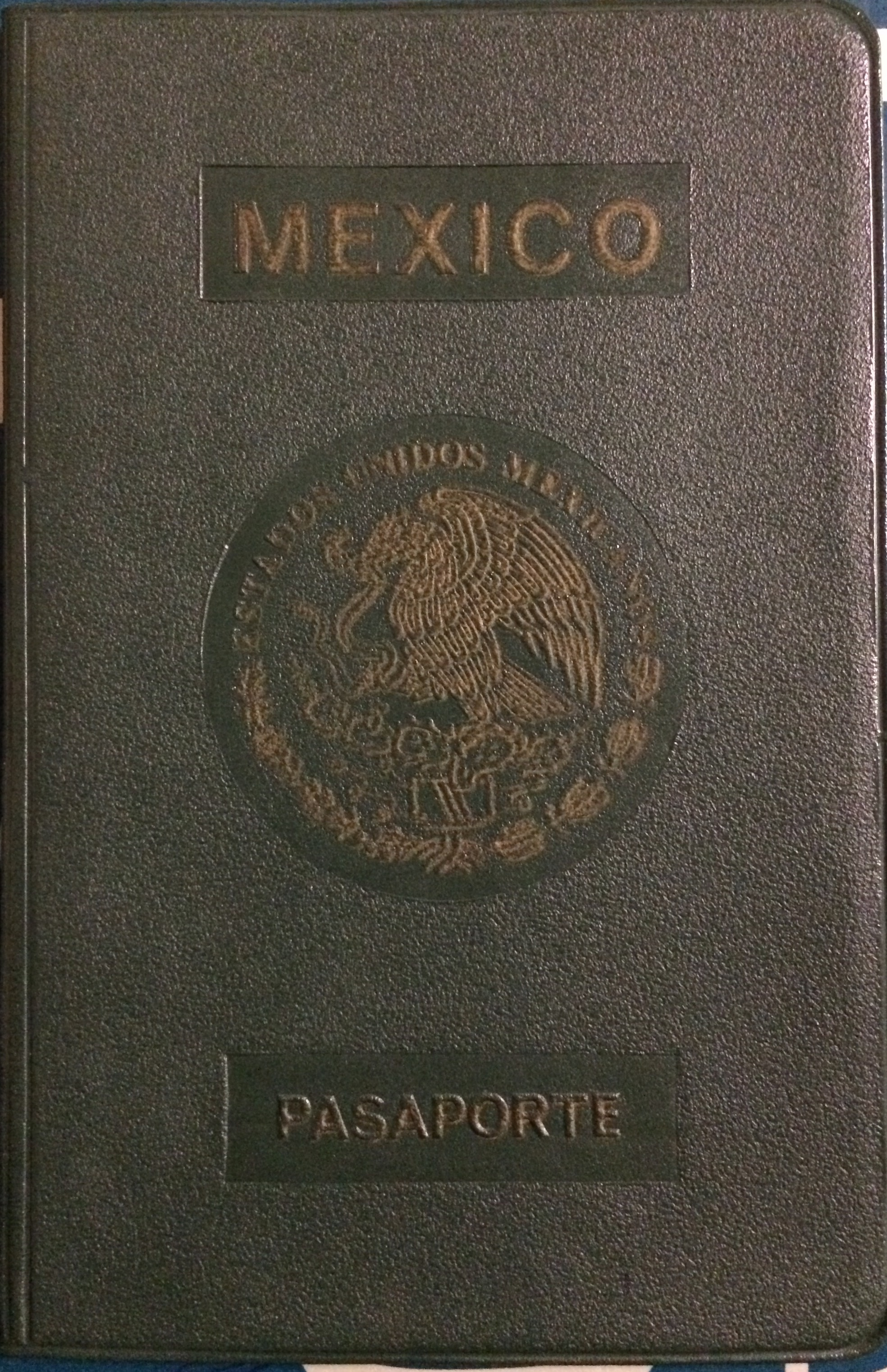
Мексиканский паспорт, выданный в 1981 году
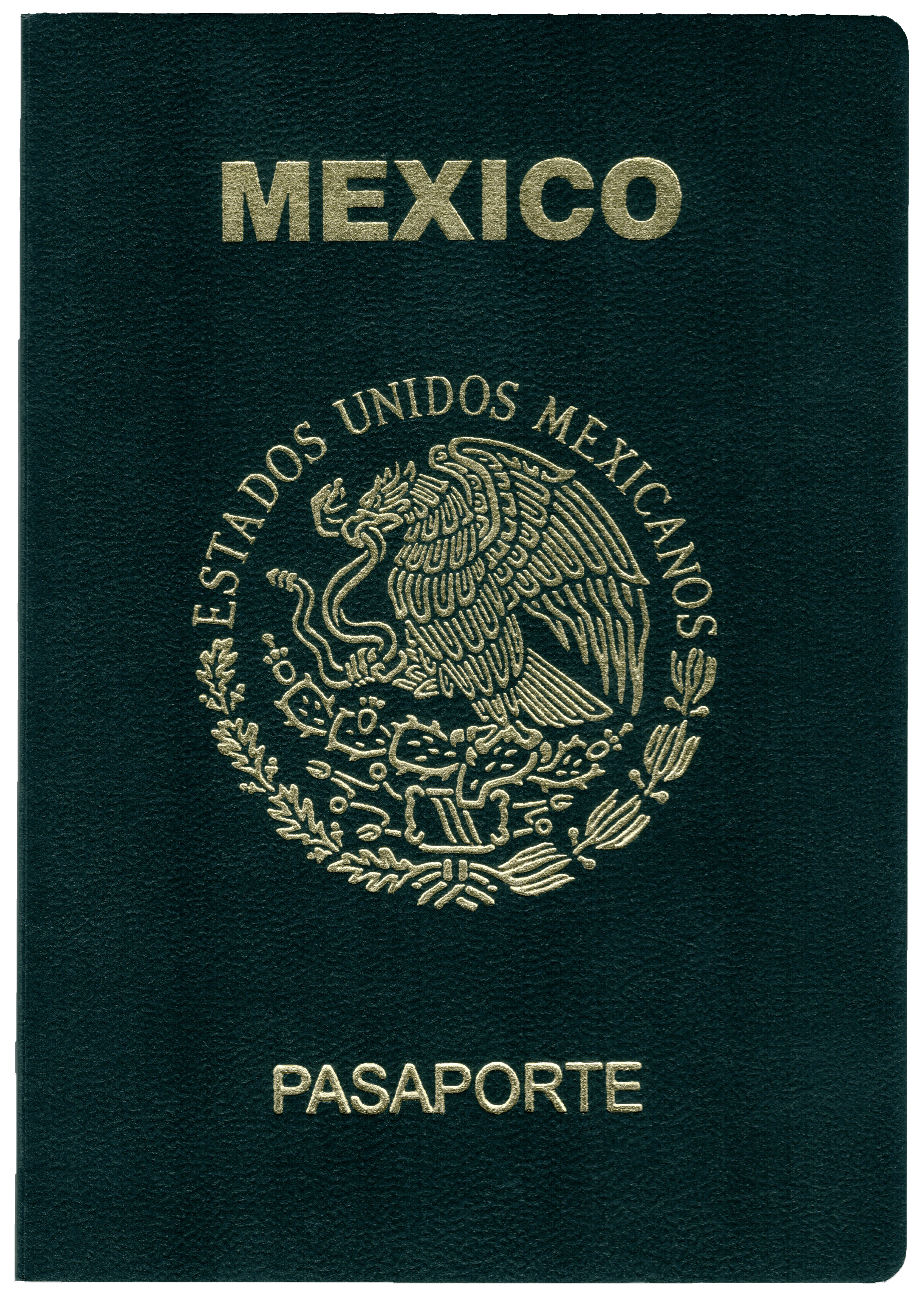
Мексиканский паспорт, выданный в 2016 году
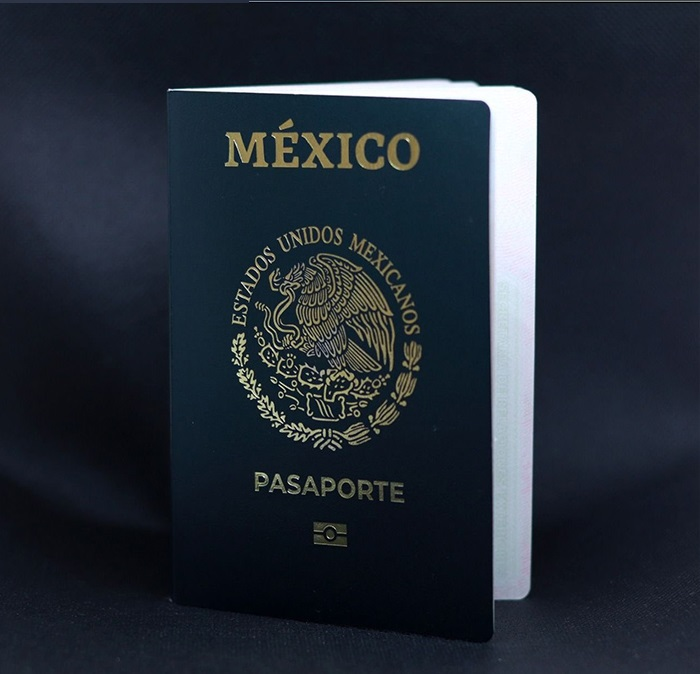
Мексиканский паспорт, выданный в 2021 году

## Заметки
1. Владельцы дипломатических удостоверений личности пользуются теми же правами и привилегиями, что и владельцы дипломатических паспортов.
2. Дипломатические удостоверения личности обычно сопровождаются обычным паспортом.